# 道斯鎮區 (內布拉斯加州瑟斯頓縣)
道斯鎮區（英語：Dawes Township）是位於美國內布拉斯加州瑟斯頓縣的一個行政鎮區。

## 地方資料
道斯鎮區的面積為136.81平方千米，皆為陸地。根據2020年美國人口普查的數據，當地共有人口304人，而人口密度為每平方千米2.22人。